# Nilson Gibson
Nilson Alfredo Gibson Duarte Rodrigues, mais conhecido como Nilson Gibson (Recife, 27 de maio de 1935 – Recife, 24 de dezembro de 2018) foi um político brasileiro. Exerceu o mandato de deputado federal constituinte em 1988.

## Biografia
Nascido na capital de Pernambuco, em Recife, e filho de Jerônimo Duarte Rodrigues e Maria de Lurdes Gibson Duarte Rodrigues, sendo, ergo, descendente matrilinear de ingleses, Nilson Alfredo cursou dois bacharelados antes de ingressar na política: em 1960, formou-se em Economia pela Universidade Federal de Pernambuco, enquanto que, seis anos depois, conseguiu o diploma do curso de Direito.
No último ano da segunda faculdade, juntou-se ao Movimento Democrático Brasileiro (MDB), que fazia oposição à Ditadura militar no Brasil. Em 1967, assumiu o cargo de procurador do INCRA, Instituto Nacional de Colonização e Reforma Agrária.
Oito anos depois de filiar-se ao MDB, Nilson Gibson deixou o partido e filiou-se à ARENA (Aliança Renovadora Nacional). Foi eleito deputado federal pela organização, que apoiava o regime militar vigente no país, em 1978. Após o fim do bipartidarismo no Brasil, juntou-se ao Partido Democrático Social (PDS). Pela legenda, conseguiu a reeleição ao cargo em 1982.
Retornando ao Movimento Democrático Brasileiro (que passou a ser conhecido por PMDB) quatro anos depois, Nilson Gibson foi reeleito deputado federal, participando da elaboração da Constituição brasileira de 1988. Dois anos depois, iniciou seu quarto mandato como deputado federal após as eleições.
Neste período, em 1992, votou a favor do processo de impeachment do então presidente Fernando Collor de Mello. Em 1994, junto do Partido da Mobilização Nacional (PMN), mais uma vez garantiu seu lugar na Câmara dos Deputados. Pouco depois, filiou-se ao Partido Socialista Brasileiro (PSB).
Em 1998, tentou novamente eleger-se como deputado federal, mas não obteve sucesso. Com isso, Nilson Gibson encerrou suas atividades políticas.
o ex-deputado sofreu uma parada cardiorrespiratória e faleceu na véspera de Natal em 24 de dezembro de 2018.